# نورة زهرية

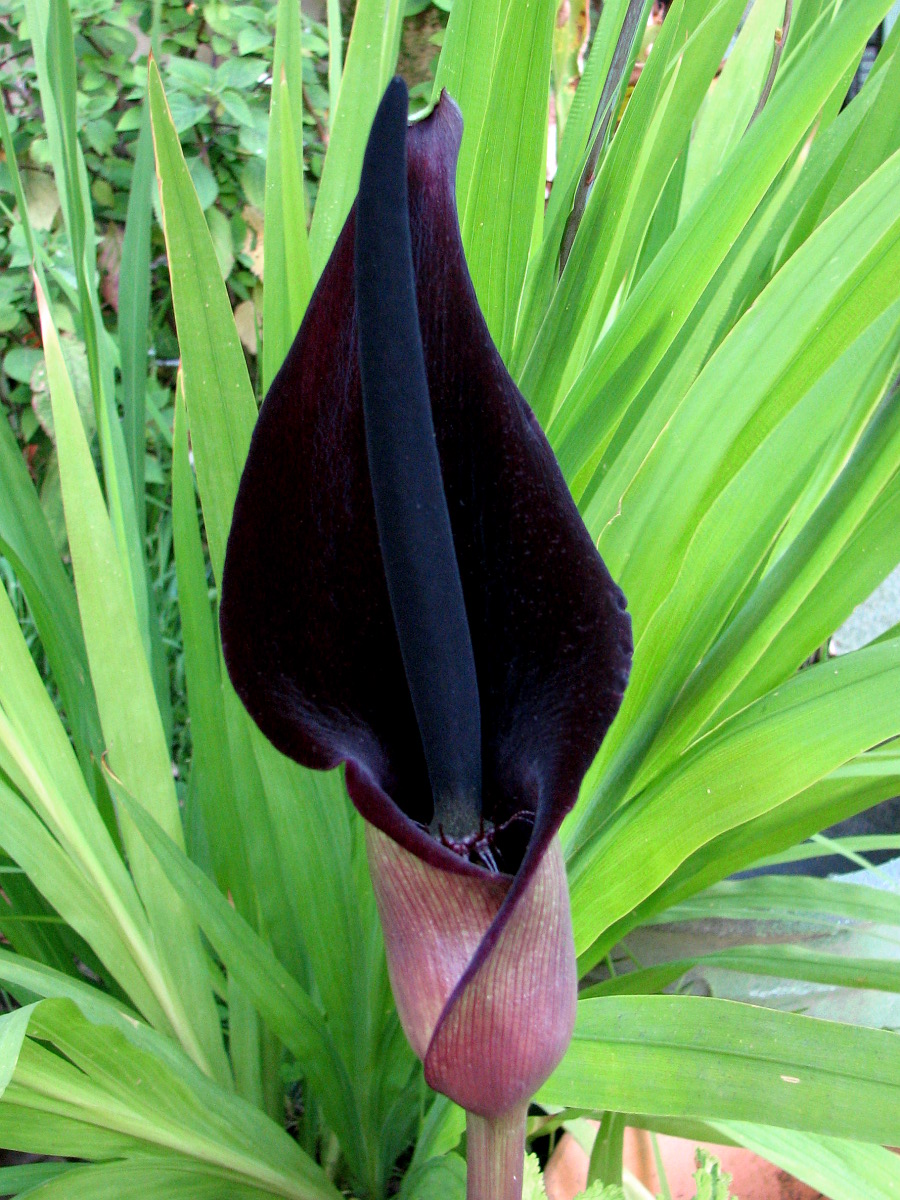
نورة إغريضية لنبات القلقاس الفلسطيني

النورة الزهرية أو الازْهِرَار أو الإزهار (أي تفتح الأزهار) (بالإنجليزية: inflorescence)‏ هي مجموعة من الأزهار المرتبة على ساق مؤلفة من فرع رئيسي أو من تشكيل معقد من الأفرع. النورة الزهرية مورفولوجيًا هي جزء مُحوَّر من أفرع النباتات الزهرية حيث تتشكل الأزهار. يمكن أن تشمل التحوُّرات تغيرات في طول السلاميات وطبيعتها وفي ترتيب الأوراق، بالإضافة إلى اختلافات في نسب انضغاط وانتفاخ واندماج الأعضاء المتماثلة واندماج الأعضاء المتغايرة واختزال المحور الرئيسي والمحاور الفرعية. يمكن تعريف النورة الزهرية أيضًا بأنها جزء تكاثري عند النباتات يحمل مجموعة من الأزهار وفق نمط محدد.
تُدعى الساق التي تحمل النورة الزهرية بالشمراخ ويدعى المحور الرئيسي الذي يحمل الأزهار أو المزيد من التفرعات ضمن النورة الزهرية محور النورة (الذي يُطلق عليه بشكل خاطئ تسمية الساق الرئيسية). يُدعى عنق كل زهرة فردية باسم العنيق. تُطلق تسمية الزهرة الفردية على الزهرة التي ليست جزءًا من نورة زهرية ويُطلَق على حاملها اسم العنق. قد يُشار إلى أي زهرة ضمن النورة باسم زُهيرة، وبشكل خاص عندما تكون الأزهار الفردية صغيرة ومحمولة ضمن مجموعات مكتظة مثلما في الأزهار المركبة. يُعرف الطور الثمري من النورة الزهرية باسم النورة الثمرية. قد تكون النورة الثمرية بسيطة (مفردة) أو مركبة (عنقود زهري). يمكن أن يكون حامل النورة من النوع المفرد أو المركب أو الخيمي أو السنبلي أو العنقودي.

## الخصائص الرئيسية
تمتلك النورات الزهرية العديد من الخصائص المختلفة بما في ذلك طريقة ترتيب الأزهار على الشمراخ، ونظام تفتح الأزهار، وكيفية توزع مجاميع الأزهار المختلفة ضمنها. هذه الصفات هي توضيحات عامة، فيمكن أن تحتوي النباتات في الطبيعة على مزيج من تلك الأنواع.

### القنابات
تمتلك النورات الزهرية عادة أوراقًا متحورة مختلفة عن تلك الموجودة في أجزاء النبات الخضرية. بالنظر إلى المعنى الأوسع لهذا المصطلح، تُطلق تسمية القنابة على أي ورقة مرتبطة بالنورة الزهرية. تقع القنابة عادة عند العقدة عند مكان تشكل ساق النورة الزهرية الرئيسية واتصالها مع ساق النبات الرئيسية، ولكن قد تنشأ القنابات في حالات أخرى ضمن النورة ذاتها. للقنابات وظائف عدة منها جذب الملقحات وحماية الأزهار الفتية. يمكننا أن نميز اعتمادًا على وجود أو غياب القنابات وخصائصها أنواع النورات التالية:
- نورات زهرية عديمة القنابات: لا توجد قنابات في النورة الزهرية.
- نورات زهرية حاوية على قنابات: تكون القنابات في النورة عالية التخصص، وتُختزَل أحيانًا إلى حراشف صغيرة مقسمة أو مجزأة.
- نورات زهرية ورقية: على الرغم من حجمها المُختزَل غالبًا، تكون القنابات غير متخصصة وتبدو مثل أوراق النبات الاعتيادية، لذلك تُطلق عادةً في هذه الحالة تسمية «الساق الزهرية» على النورة الزهرية. ليس هذا الاستخدام صحيحًا من الناحية العملية، لأنها على الرغم من مظهرها «المعتاد»، تُعتبر هذه الأوراق في الحقيقة قنابات، لذلك تُفضل تسمية «النورات الزهرية الورقية».
- نورات زهرية ورقية حاوية على قنابات: حالة وسطية بين النورات الزهرية الحاوية على القنابات والنورات الزهرية الورقية.
- إذا وُجدَ العديد من القنابات المحيطة بالحامل، مثلما في الفصيلة النجمية (Asteraceae)، تُدعى تلك القنابات مجتمعة باسم القنابات المظروفية. إذا وجد ضمن النورة الزهرية وحدة قنابات ثانوية أسفل الزُهيرات فإنها تُدعى باسم القُليفة.

### الزهرة الطرفية
يمكن أن تنمو الأعضاء النباتية وفقًا لنموذجين مختلفين هما: تفرع صادق المحور أو العذقي (تفرع النورة العنقودية البسيطة) وتفرع كاذب المحور أو تفرع النورة المحدودة. يُدعى نمطا النمو السابقين في النورات الزهرية بالنمو غير المحدود والنمو المحدود على التوالي، ويتعلق وجود زهرة طرفية أو عدم وجودها ومكان بدء الإزهار ضمن النورة الزهرية بنموذج التفرع.
- النورة الزهرية غير المحدودة: النمو صادق المحور (العذقي). يستمر البرعم الطرفي بالنمو مشكلًا أزهارًا جانبية. لا تتشكل زهرة طرفية.
- النورة الزهرية غير المحدودة: النمو كاذب المحور (النورة العنقودية البسيطة). يُشكل البرعم الطرفي زهرة طرفية ثم يموت. تنمو الأزهار الأخرى بعد ذلك من البراعم الجانبية.

تدعى النورات الزهرية غير المحدودة والمحدودة أحيانًا بالنورات الزهرية المفتوحة والمغلقة على التوالي. نمط الأزهار غير المحدود مشتق من الأزهار المحدودة. يُعتقَد بأن الأزهار غير المحدودة تمتلك آليات مشتركة لمنع نمو الزهرة الطرفية. وفقًا للتحليل الفيلوجيني، ظهرت هذه الآلية بشكل مستقل عدة مرات في أنواع مختلفة.
لا توجد في النورات الزهرية غير المحدودة زهرة طرفية حقيقية وتمتلك الساق عادة نهاية أثرية. في العديد من الحالات تستطيل آخر زهرة حقيقية شكَّلَها البرعم الطرفي (الزهرة تحت الطرفية) لتبدو كأنها زهرة طرفية. غالبًا ما يُلاحظ أثر البرعم الطرفي في قمة المحور.
تنضج الزهرة الطرفية في النورة الزهرية المحدودة عادةً أولًا (تطور سابق)، بينما تميل بقية الأزهار للنضج ابتداءً من أسفل الحامل، ويُدعى ذلك النموذج بالنضج قمي التعاقب. عندما تنضج الأزهار ابتداءً من قمة الحامل، يكون النضج قاعدي التعاقب، وعندما يبدأ النضج من الوسط يُطلق عليه تسمية النضج المتشعب.

## التطور والأنماط

### الأساس الوراثي
دُرسَت المورثات المسؤولة عن تطور النورات الزهرية بشكل معمق في نبات أذن الفأر (الاسم العلمي: Arabidopsis). تُدعى المورثة المسؤولة عن تمايز الميرستيم الزهري وتنظيم نمو النورة الزهرية في نبات أذن الفأر باسم LEAFY (LFY). قد يؤدي أي تغيير في موعد التعبير الوراثي للمورثة LFY بتشكيل نورات زهرية مختلفة في النبات. من المورثات المشابهة في وظيفتها للمورثة LFY المورثة APETALA1 (AP1). قد يؤدي حدوث طفرات في المورثتين LFY وAP1 والمورثات المشابهة إلى تحول الأزهار إلى أفرع.

## أنواع النورات
هو متعدِّدُ الأنواع كالرؤيس والسنبلة والعنقود وغيرها
- نورة عثكولية (باللاتينية: Panicle) مثل نورة الشوفان أو الذرة البيضاء.
- عذقة أو نورة عنقودية بسيطة (بالإنجليزية: Simple raceme)‏ مثل نورة نبات الترمس وفم السمكة (باللاتينية: Antirrhinum) أو نباتات الفصيلة الصليبية مثل الخردل البري وخردل الدبس والسلجم.
- نورة مشطية (باللاتينية: Corymb) مثل نورة نبات الإبيرس (باللاتينية: Iberis).
- نورة خيمية (باللاتينية: Umbel) مثل نورة نبات البقدونس (باللاتينية: Ammimajus).
- نورة سنبلة (بالإنجليزية: Spike)‏ مثل نورة لسان الحمل.
- نورة سنبلة مركبة (بالإنجليزية: Compound spike)‏ مثل نورة القمح.
- سنمة (بالإنجليزية: Cyme)‏: شكل من الازهرار يتميز بزهرة على قمة المحور الرئيس وبزهرة على قمة كل فرع من فروع الأزهار.[7]
- نورة هرية (باللاتينية: Catikin) مثل نورة الصفصاف.
- نورة إغريضية (باللاتينية: Spadix) أو تُسمَّى طلعة أو ضُبَّة مثل نورة القلقاس أو نخيل البلح.
- رؤيس (باللاتينية: Capitulum) مثل نورة نبات دوار الشمس الجربيرا.
- نورة دوارة (باللاتينية: Verticil) مثل نورة نبات العسلة التوسكانية.

هنالك أيضًا النورات المحدودة ووحيدة الشعبة (باللاتينية: Monochasium) وثنائية الشعب (باللاتينية: Dichasium) وعديدة الشعب (باللاتينية: Polychasium).

## وصلات خارجية
- الموسوعة العربية النورات.